# Pasquale Quaremba
Pasquale Quaremba (* 19. Juli 1905 in Muro Lucano; † 16. Dezember 1986 in Muro Lucano) war ein italienischer römisch-katholischer Bischof.

## Leben
Pasquale Quaremba empfing am 15. Juli 1928 das Sakrament der Priesterweihe durch den Bischof von Muro Lucano Giuseppe Scarlata.
Am 10. März 1947 ernannte ihn Papst Pius XII. zum Bischof von Anglona-Tursi. Der Erzbischof von Neapel, Alessio Ascalesi, spendete ihm am 30. Juni desselben Jahres die Bischofsweihe; Mitkonsekratoren waren der Bischof von Caserta, Bartolomeo Mangino, und der Bischof von Muro Lucano, Giacomo Palombella. Am 20. Juni 1956 wechselte er auf den Bistumssitz von Gallipoli. Er nahm an allen vier Sitzungsperiode des Zweiten Vatikanischen Konzils teil. 1979 erhielt er die Ehrenbürgerwürde von Gallipoli und am 2. Juni 1980 den Verdienstorden der Italienischen Republik.
Am 15. Juni 1982 nahm Papst Johannes Paul II. sein altersbedingtes Rücktrittsgesuch an.